# Psiloscirtus peruvianus
Psiloscirtus peruvianus är en insektsart som först beskrevs av Bruner, L. 1910.  Psiloscirtus peruvianus ingår i släktet Psiloscirtus och familjen gräshoppor. Inga underarter finns listade i Catalogue of Life.